# About Time (álbum de The Stranglers)
About Time es el decimosegundo álbum de estudio de la banda inglesa The Stranglers. Producido por Alan Winstanley, quien ya había trabajado con la banda en sus primeros cuatro álbumes, como ingeniero en Rattus Norvegicus, No More Heroes y Black and White, y como productor en The Raven. El álbum fue lanzado el 15 de mayo de 1995 por el sello When! Recordings.

## Listado de canciones
- 1. Golden Boy (3:13)
- 2. Money (3:20)
- 3. Face (3:27)
- 4. Sinister (4:44)
- 5. Little Blue Lies (3:34)
- 6. Still Life (5:20)
- 7. Paradise Row (3:51)
- 8. She Gave It All (4:45)
- 9. Lies And Deception (3:50)
- 10. Lucky Finger (4:14)
- 11. And The Boat Sails By (4:33)

## Miembros
The Stranglers
- Paul Roberts - Voz.
- John Ellis - Guitarra.
- Jean Jacques Burnel - Bajo y coros.
- Dave Greenfield - Órgano, sintetizador y coros.
- Jet Black - Batería y percusión.

- Datos: Q2821789